# ヴォルフガング・ホルツマイア
ヴォルフガング・ホルツマイア（Wolfgang Holzmair, 1952年 - ）は、オーストリア、ザルツブルク郊外フェックラブルック出身のバリトン歌手。

## 概略
ヴォルフガング・ホルツマイアはウィーン音楽院（現ウィーン国立音楽大学）でヒルデ・レッセル＝マイダン（声楽）とエリック・ヴェルバ（歌曲）の下で学び、特にリートとコンサートおよびオラトリオ歌手として活躍した。1974年にはすでにルキーノ・ヴィスコンティの映画『家族の肖像』のためにシューマンの歌曲『静かなる愛』を歌っている。
ホルツマイアは世界的な音楽家としての足跡を、ロンドン、リスボン、ウィーン、ザルツブルク、ニューヨーク、デン・ハーグ、ワシントン、グラーツ、グスタート、パリなどに残している。共演したピアニストにはイモージェン・クーパー、ティル・フェルナー、ルッセル・リヤン、ロジェ・ヴィニョル、ジェラール・ワイスなどがいる。
また、多くの有名なオーケストラと共演している。ライプツィヒ・ゲヴァントハウス管弦楽団、イスラエル・フィルハーモニー管弦楽団、ベルリン・フィルハーモニー管弦楽団、クリーヴランド管弦楽団、ウィーン交響楽団などで、それぞれ有名な指揮者たちと共演した。
同時にオペラ歌手・オペレッタ歌手としても国内外の舞台、ダラス、トロント、シアトル、香港、エアフルト、リヨンなどに立っている。オペラ歌手としてのレパートリーは、『魔笛』のパパゲーノ、『コジ・ファン・トゥッテ』のドン・アルフォンソ、『ばらの騎士』のファーニナル、『ナクソス島のアリアドネ』の音楽教師、『タンホイザー』のヴォルフラム、『魔弾の射手』のオトカル、『こうもり』のアイゼンシュタイン、また『ジプシー男爵』のオマニーなどが挙げられる。
ヴォルフガング・ホルツマイアはザルツブルク・モーツァルテウム大学のリート・オラトリオ科教授として後進の指導にもあたっており、その門下からはクリスティアーネ・カーグ、アニヤ・シュロッサー、コルドゥラ・シュスター、アンドレ・シューン、マティアス・ヴィックラーらを輩出している。またヨーロッパおよび北米においてマスタークラスを受け持っている。
2014年をもって第一線を退くことを宣言したものの、完全な引退状態ではなく、機会があれば舞台に上がっている。